# Igüeña
Igüeña est une commune d'Espagne dans la province de León, communauté autonome de Castille-et-León. Elle s'étend sur 206,1 km2 et comptait environ 1 262 habitants en 2015.